# Nicolae Rotaru
Nicolae Rotaru (* 16. Juli 1935 in Bukarest; † 2009) war ein rumänischer Sportschütze.

## Erfolge
Nicolae Rotaru nahm fünfmal mit dem Kleinkalibergewehr an Olympischen Spielen teil, an denen er stets im liegenden Anschlag und im Dreistellungskampf antrat. Die Spiele 1960 in Rom schloss er im liegenden Anschlag auf dem 24. Platz und im Dreistellungskampf auf dem 25. Platz ab. Vier Jahre darauf in Tokio verbesserte er sich im liegenden Anschlag auf den fünften Rang, während er im Dreistellungskampf mit Rang 20 eine vordere Platzierung verfehlte. 1968 beendete er in Mexiko-Stadt den Wettkampf im Dreistellungskampf auf Rang zwölf. Im liegenden Anschlag erzielte er wie Ian Ballinger 597 Punkte, wurde jedoch aufgrund der schwächeren vorletzten Schussserie hinter diesem außerhalb der Medaillenränge auf dem vierten Rang gewertet. Bei den Olympischen Spielen 1972 in München schaffte er im liegenden Anschlag schließlich den Sprung aufs Podium. Zwar hatte er dieses Mal gegen den punktgleichen Victor Auer erneut das Nachsehen aufgrund der schwächeren letzten Schussserie, dennoch reichte seine Punktzahl für den Gewinn der Bronzemedaille. Gold ging an Ri Ho-jun. Den Dreistellungskampf beendete er als Achter. 1976 belegte er in Montreal im liegenden Anschlag mit 580 Punkten lediglich den 68. Platz unter 78 Startern. Im Dreistellungskampf zeigte er als 17. eine bessere Leistung, blieb aber dennoch weit hinter den Medaillenrängen.